# 肯·博斯韦尔
肯·博斯韦尔（英語：Ken Boswell，1912年9月16日—1984年2月20日），新西兰男子赛艇运动员。他曾代表新西兰参加1938年大英帝国运动会赛艇比赛，获得男子四人单桨有舵手银牌。